# Liste der Mitglieder der National Academy of Sciences/1944
Im Jahr 1944 wählte die National Academy of Sciences der Vereinigten Staaten 27 Personen zu ihren Mitgliedern.

## Neugewählte Mitglieder
- Thomas Addis (1881–1949)
- Charles Armstrong (1886–1967)
- Edward Bailey (1881–1965)
- Philip Bard (1898–1977)
- George Wells Beadle (1903–1989)
- Hans Bethe (1906–2005)
- Edward Condon (1902–1974)
- George Curme, Jr. (1888–1976)
- Hugh L. Dryden (1898–1965)
- Carl O. Dunbar (1891–1979)
- James Franck (1882–1964)
- R. C. Fuson (1895–1979)
- Edwin B. Hart (1874–1953)
- Selig Hecht (1892–1947)
- Alfred Joy (1882–1973)
- Esper S. Larsen, Jr. (1879–1961)
- James Macelwane (1883–1956)
- Leonard A. Maynard (1887–1972)
- Barbara McClintock (1902–1992)
- Carl Richard Moore (1892–1955)
- Alfred S. Romer (1894–1973)
- Leopold Ruzicka (1887–1976)
- Louis B. Slichter (1896–1978)
- Lee I. Smith (1891–1973)
- Don Yost (1893–1977)
- Oscar Zariski (1899–1986)
- Vincent du Vigneaud (1901–1978)